# 幸塚町
幸塚町（こうづかまち）は、群馬県前橋市の地名。郵便番号は371-0053。2013年現在の面積は0.28km2。

## 地理
広瀬川低地帯、桃ノ木川と赤城白川の合流点の東、桃ノ木川の左岸に位置している。

### 河川
- 桃ノ木川

## 歴史
応安6年の長楽寺文書に「大胡郷神塚村」、康暦3年に「大胡郷三俣神塚村」との記載がある。
江戸時代頃からある地名であり、前橋藩領だった。

### 年表
- 応安6年（1373年） - 「大胡郷神塚村」の地名が大胡秀重請文（「長楽寺文書」）に見える[5][6]。
- 天正18年（1590年）8月 - 平岩親吉が前橋城主となり、幸塚村はその領地となる。以後、江戸時代を通じて前橋藩領となる[5]。

- 明治22年（1889年）4月1日 - 町村制施行により、幸塚村は上泉村、江木村、堤村、亀泉村、堀之下村、石関村、東片貝村、西片貝村、上沖之郷、下沖之郷、荻窪村、三俣村と合併し南勢多郡桂萱村が成立する。
- 明治29年（1896年）4月1日 - 郡統合（南勢多郡と東群馬郡の統合）により、桂萱村は勢多郡に所属する。
- 昭和29年（1954年）4月1日 - 桂萱村は周辺1町5村（上川淵村、下川淵村、芳賀村、東村、元総社村、総社町）とともに前橋市へ編入され、前橋市幸塚町となる。

### 地名の由来
元禄の頃、神様を背負って歩いてきた人が、歩き疲れて一休みしようとしたところ、手頃な石がありそれに腰を下ろして休むことができた。その石が塚となって大いに助かったことから幸塚と言うようになった。
昔このあたりに赤城神社があり、その拝殿の裏にご神木のモミの木が生えた塚があったことからコウヅカ（神塚）と呼んだ。

## 世帯数と人口
2017年（平成29年）8月31日現在の世帯数と人口は以下の通りである。
| 町丁   | 世帯数  | 人口    |
| ------ | ------- | ------- |
| 幸塚町 | 678世帯 | 1,456人 |

## 小・中学校の学区
市立小・中学校に通う場合、学区は以下の通りとなる。
| 番地 | 小学校             | 中学校             |
| ---- | ------------------ | ------------------ |
| 全域 | 前橋市立桃木小学校 | 前橋市立鎌倉中学校 |

## 交通

### 鉄道
鉄道駅はない。

### 道路
国道、県道ともに通っていない。

## 施設
- 幸塚町公民館